# 종착역 (2021년 영화)
《종착역》은 2021년에 개봉한 대한민국의 영화이다.

## 캐스팅
- 설시연 : 설시연 역
- 배연우 : 배연우 역
- 박소정 : 박소정 역
- 한송희 : 한송희 역
- 강석원 : 석원 선생님 역
- 나도율 : 도율 선생님 역
- 김보예 : 교무실 선생님 역
- 김나경 : 합기도장 사범 역
- 김새아 : 학생들 역
- 김진형 : 학생들 역
- 심현지 : 학생들 역
- 유수아 : 학생들 역
- 윤서윤 : 학생들 역
- 윤성훈 : 학생들 역
- 이영웅 : 학생들 역
- 이은교 : 학생들 역
- 전도현 : 학생들 역